# Half a Life-time Ago
"Half a Life-time Ago" es un cuento escrito por Elizabeth Gaskell. Publicado en 1855. Relata la historia de vida de Susan Dixon, quien durante su existencia sufrió de distintas tragedias durante años.

## Sinopsis
Este cuento narra la vida de Susan Dixon, una mujer reconocida por ser hostil y solitaria. En su casa, pocas veces tuvo visitas que pasaran más allá de la cocina. Nacida en una familia privilegiada, creció en la gran granja de Yew Nook con sus padres William y Margaret Dixon, su pequeño hermano William y su eterno huésped Michael. 
Tras la temprana muerte de su madre, Susan tomó el papel de mamá haciéndose cargo del pequeño William, y tomando la promesa de contraer matrimonio con Michael. Sin embargo, una desgracia tomó por sorpresa a la familia, cambiando el rumbo de sus vidas para siempre. 
Capítulo I
Hace media vida en el valle de Westmoreland vivía una mujer soltera llamada Susan Dixon. La gente que la conocía sentía lástima por su historia.
Sus orígenes son de una familia bien posicionada, vivía en Yew Nook con sus padres William y Margaret Dixon y su hermano Willie. William era granjero y Margaret se dedicaba al hogar; tenían varios trabajadores, entre ellos Michael Hurst, hijo de una familia cercana a los Dixon. Siempre hubo una conexión amorosa implícita que nadie mencionaba entre Susan y Michael.
Un día Margaret cogió un resfriado que la llevó a su muerte. En su lecho de muerte hizo prometer a Susan que cuidaría de su hermano, también le mencionó sobre Michael. Susan cuidó de Willie como lo prometió; con el tiempo ella y Michael eran cada vez más cercanos, pero Susan se volvió fría con todos a excepción de su hermano, pero por otro lado Michael no trataba bien a Willie, lo que ocasionó problemas entre él y Susan.
Después de un tiempo y varias peleas, Michael le propuso matrimonio a Susan. Ella le respondió que le preguntara a su padre. Comenzaron los arreglos para la boda, compraron una pequeña granja cercana, pero Willie fue descuidado por todos.
Capítulo II
La boda sería en abril, sin embargo, nadie esperaba que William se enfermara de fiebre tifoidea, una enfermedad infecciosa que requería de atención especial, es por esto que contrataron a una enfermera. Susan se contagió y se mantuvo inconsciente durante semanas.
Cuando despertó, al recuperar el conocimiento, supo que su padre había muerto por la fiebre y que su hermano no estaba muy bien. Aparentemente la enfermedad le había afectado también y no se encontraba completamente cuerdo. Willie no recordaba varias cosas, como quién era Susan. Ella cada día trataba de ayudarlo a reconocerla, para que regresara a la normalidad, pero fue casi imposible para él.
Capítulo III
Susan continuó tratando de que Willie recobrara la cordura. Sin embargo, Michael se quejaba porque la sentía cada vez más distante y sin pensamientos de boda.
Un día Michael llevó a Willie al médico. Al volver le dijo a Susan que el doctor le confirmó que su hermano nunca regresaría a la normalidad y empeoraría; incluso recomendó que lo mandaran al hospital psiquiátrico de Lancaster, Susan se negó.
Ella continuó al pendiente de Willie, lo cual hizo que Michael se alejara por unos días. Cuando volvió, esperaba que Susan hubiera considerado llevar a Willie al hospital psiquiátrico, pero solo obtuvo la confirmación de que eso no sucedería. Esa noche terminó en una gran pelea. Michael hizo elegir a Susan entre él y su hermano; Susan eligió a Willie sin pensarlo. Michael estaba convencido de que ella lo buscaría muy pronto; Susan por su parte creó excusas por el comportamiento de Michael, planeaba hacerlo entender que un hospital no sería lo mejor para Willie.
Semanas después, una mañana cuando Susan se encontraba fuera de su casa, alguien le dijo que había visto a Michael con otra mujer llamada Eleanor Hebthwaite. Al regresar a su casa se dio cuenta de que Michael estaba con su hermana, Mrs. Gale, quien iba con el objetivo de hacerla entrar en razón de acuerdo con lo que Michael pensaba que era lo correcto. Una vez dentro, Susan escuchó lo que tenían que decir y respondió que se casaría con él solo si aceptaba que Willie se quedara.
Michael no aceptó. Mrs. Gale acusó a Susan de no querer a Michael, él le dijo que nunca la había querido y se marcharon.
Capítulo IV
Susan trató de mantenerse ocupada con todo tipo de tareas para olvidar lo sucedido. Sin embargo recordaba y pensaba en su vida con Michael antes de que llegara la enfermedad a su familia, lo que hubiera sucedido si las cosas fueran distintas.
Poco a poco su mente fue sanando pero nunca volvió a ser la misma. Continuamente deseaba volver a ver a Michael, aunque doliera. Sus vivencias la hicieron envejecer rápidamente pareciendo una mujer mayor a los treinta años, débil y deprimida.
Willie había crecido, lo que dificultaba mantenerlo bajo control. La mayor parte del tiempo era dócil, pero por momentos se tornaba violento. Susan siempre trató de esconder esa parte de él, incluso limpiaba los desastres que hacía durante la noche para que no se vieran la mañana siguiente. No obstante, Willie murió debido a un gran cansancio, pero tranquilizó a su hermana saber que la muerte era su única salida al sufrimiento de ambos.
Capítulo V
Susan ahora estaba sola, sin nadie de quien ocuparse ni quién la acompañara, siguiendo una rutina por años. A veces recordaba a Michael y se preguntaba si seguía vivo. Posteriormente escuchó que Michael seguía por ahí.
Un día se encontraba alimentando a sus animales cuando de pronto escuchó ruidos como voces agonizantes. Estaba nevando y a punto de anochecer, tomó su linterna y trató se seguir el sonido; a veces entendía las palabras, haciéndola ver que alguien pedía ayuda. Cuando encontró a la persona la ayudó a salir de la nieve y regresaron a casa de Susan. Sin notar que había muerto, lo puso cerca de la chimenea para que se recuperara. Descubrió su cabeza sorprendiéndose de que era Michael Hurst.

## Personajes

### Susan Dixon
Protagonista del cuento. Una mujer fría, justa, misteriosa, solitaria y poco hospitalaria. 

### William Dixon
Padre de Susan. 

### Margaret Dixon
Madre de la Susan.

### William Dixon (hijo)
Hermano menor de Susan. Siempre se distinguió por ser débil y delicado. 

### Michael Hurst
Prometido de Susan.

### Peggy
Sirvienta y compañera de Susan. 